# 지상국

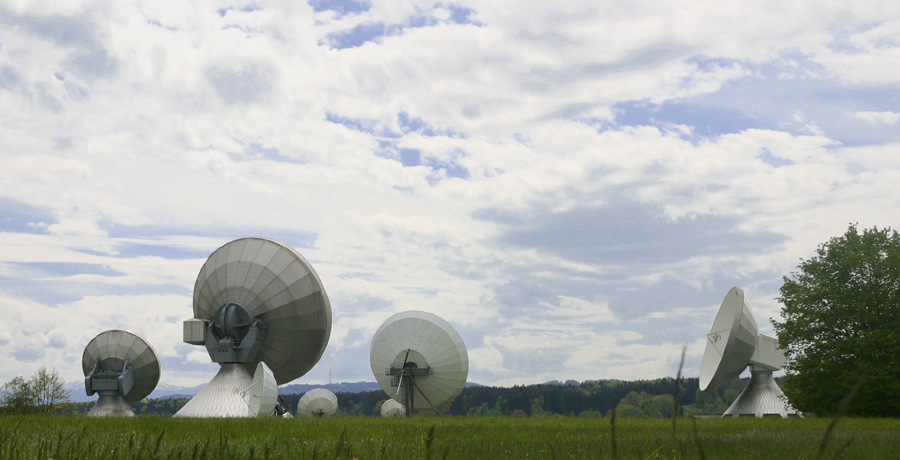
독일 바이에른주 라이스팅에 소재한 라이스팅 지상국

지상국(地上局) 또는 지구국(地球局)은 우주에 있는 탐사기 등과의 통신을 위해 설계된 지상의 무선국이다. 우주기와의 통신뿐만 아니라 전파원으로부터 전파를 수신하기도 한다. 지상국은 우주와 교신을 행하는 지상 설비이며, 지구의 지표 상의 대기권 내에 설치되어 있다.

## 같이 보기
- 지구 동기 궤도
- 관측소
- 전파천문학
- 전파망원경